# Hyampolis

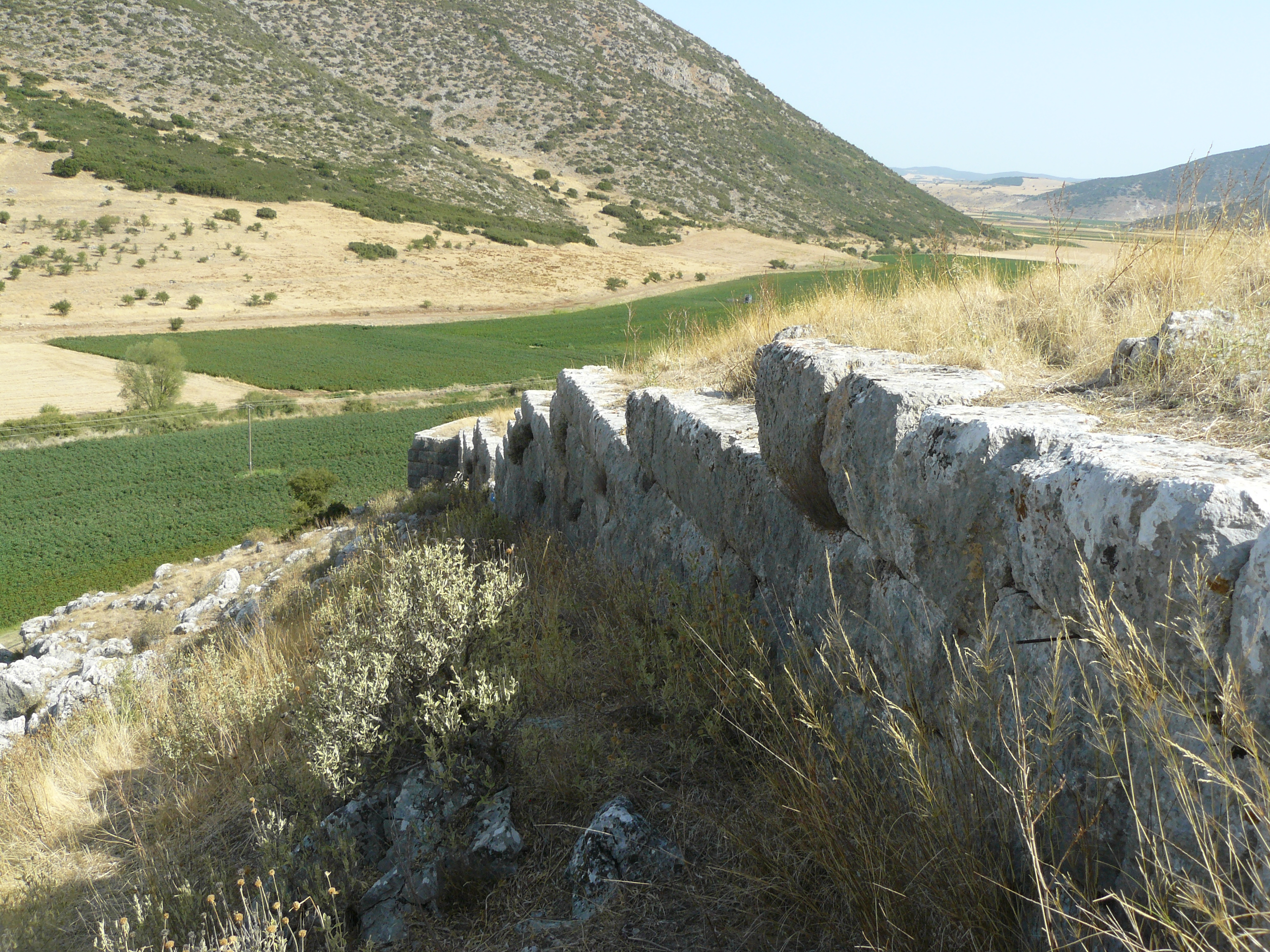
Resztki murów Hyampolis

Hyampolis (stgr. Ὑάμπολις) – greckie miasto w Fokidzie nad rzeką Assos, położone na szlaku drogowym łączącym beockie Orchomenos ze wschodnią Lokrydą.
Wymienione już przez Homera (Iliada II, 521). Założone przez beockie plemię Hyantów, lokalnie miało być też zwane Hysampolis. Za najważniejsze bóstwo kultowe uważano w nim Artemidę.
W czasie wojen perskich zostało zburzone w 480 p.n.e. przez Kserksesa I, po odbudowaniu ponownie zniszczone w 346 p.n.e. przez Filipa Macedońskiego. W IV stuleciu było również oblegane bezskutecznie przez Beotów (395 p.n.e.), a w 371 p.n.e. jego otwarte dolne miasto zostało spustoszone przez Jazona z Feraj. 
W 198 p.n.e. zdobyli je Rzymianie pod wodzą konsula Flamininusa. W czasach cesarstwa Hadrian polecił zbudować tam stoę; ostatnie zachowane ślady działalności Rzymian pochodzą z lat panowania Septymiusza Sewera.
Pozostałości Hyampolis zostały zidentyfikowane pod wsią Eksarchos, dotychczas rozpoznawane jako ruiny sąsiedniego Abaj. Jest to dość dobrze zachowany pierścień murów pochodzących zapewne z IV w. p.n.e. oraz inne szczątki zabudowań usytuowane na 30-metrowym wapiennym wzgórzu.